# Janssen (cráter)

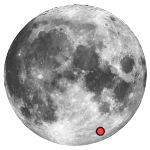
Janssen sobre el globo lunar

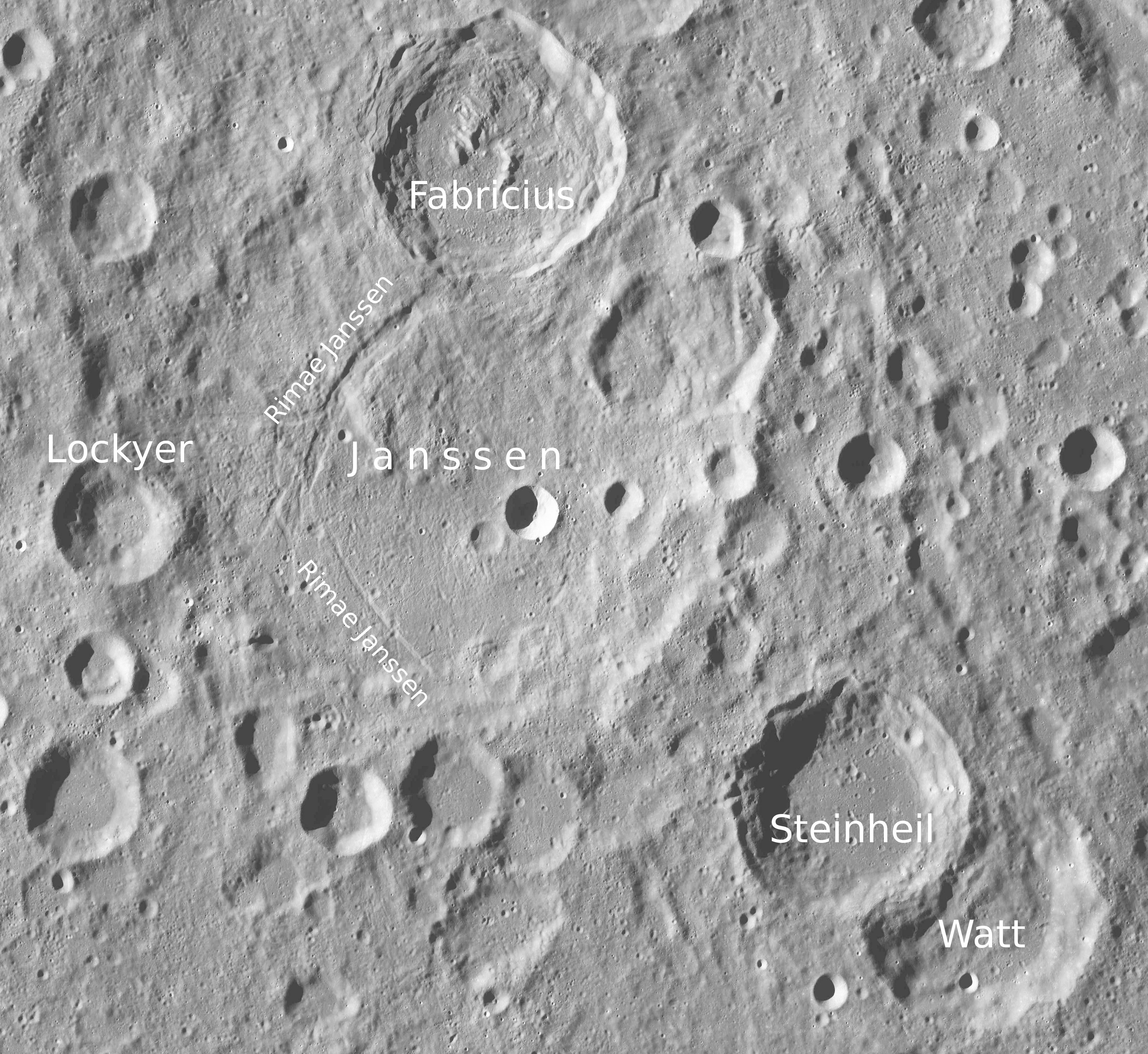
Fotografía de la misión Lunar Reconnaissance Orbiter

Janssen es un cráter ancestral localizado en la región alta cerca del limbo lunar del sureste. Toda la estructura ha sido erosionada significativamente y está marcada por varios cráteres de pequeño impacto. La pared externa ha sido penetrada en múltiples lugares, pero la silueta del cráter aún puede ser observada. Las paredes forman un hexágono distintivo en la superficie lunar, con una pequeña curvatura en sus vértices.
El prominente cráter Fabricius se encuentra en su totalidad en las afueras de la pared exterior, en el cuadrante noreste. Un número de otros cráteres más pequeños, pero notables, marcan el suelo del cráter. Conectado en el borde noreste está el cráter Metius, y al norte está el muy erosionado cráter Brenner. Al sureste de Jannssen están los cráteres unidos de Steinheil y Watt. A la salida de la pared suroeste está el cráter Lockyer que es el más pequeño. Más allá hacia el este, y aunque pareciese más cercano por la elongación, está el gigantesco Vallis Rheita.
En el interior del cráter Janssen, al noroeste, pueden ser observados los restos de un cráter largo y concéntrico, la pared del cual está unida con Fabricius. El suelo de Janssen alberga un sistema de grietas llamado Rimae Janssen. Estas grietas van desde el borde del cráter Fabricius al sureste de la pared externa de Janssen, extendiendo una distancia de hasta 140 kilómetros.

## Satélites del cráter
Los cráteres satélite son pequeños cráteres situados próximos al cráter principal, recibiendo el mismo nombre que dicho cráter acompañado de una letra mayúscula complementaria (incluso si la formación de estos cráteres es independiente de la formación del cráter principal). 
|         | \| Janssen \| Coordenadas \| Diámetro \| \| ------- \| ------------------------------- \| -------- \| \| B \| 43°10′S 34°22′E / -43.17, 34.37 \| 21 km \| \| C \| 42°53′S 34°55′E / -42.89, 34.91 \| 7 km \| \| D \| 48°39′S 41°13′E / -48.65, 41.22 \| 29 km \| \| E \| 48°49′S 39°46′E / -48.82, 39.77 \| 24 km \| \| F \| 49°49′S 41°55′E / -49.82, 41.92 \| 35 km \| \| H \| 46°26′S 41°43′E / -46.43, 41.71 \| 10 km \| \| J \| 43°26′S 36°35′E / -43.44, 36.58 \| 27 km \| \| K \| 46°11′S 42°19′E / -46.19, 42.31 \| 15 km \| \| L \| 46°05′S 43°35′E / -46.09, 43.58 \| 12 km \| \| M \| 41°54′S 35°26′E / -41.90, 35.44 \| 16 km \| \| N \| 41°26′S 32°07′E / -41.43, 32.12 \| 5 km \| \| P \| 45°30′S 39°46′E / -45.50, 39.76 \| 4 km \| \| Q \| 46°21′S 39°22′E / -46.35, 39.36 \| 5 km \| \| R \| 48°17′S 38°42′E / -48.28, 38.70 \| 23 km \| \| S \| 50°25′S 41°50′E / -50.42, 41.83 \| 7 km \| \| T \| 48°53′S 42°19′E / -48.88, 42.31 \| 29 km \| \| X \| 42°56′S 33°16′E / -42.93, 33.27 \| 24 km \| |          |
| Janssen | Coordenadas | Diámetro |
| B       | 43°10′S 34°22′E / -43.17, 34.37 | 21 km    |
| C       | 42°53′S 34°55′E / -42.89, 34.91 | 7 km     |
| D       | 48°39′S 41°13′E / -48.65, 41.22 | 29 km    |
| E       | 48°49′S 39°46′E / -48.82, 39.77 | 24 km    |
| F       | 49°49′S 41°55′E / -49.82, 41.92 | 35 km    |
| H       | 46°26′S 41°43′E / -46.43, 41.71 | 10 km    |
| J       | 43°26′S 36°35′E / -43.44, 36.58 | 27 km    |
| K       | 46°11′S 42°19′E / -46.19, 42.31 | 15 km    |
| L       | 46°05′S 43°35′E / -46.09, 43.58 | 12 km    |
| M       | 41°54′S 35°26′E / -41.90, 35.44 | 16 km    |
| N       | 41°26′S 32°07′E / -41.43, 32.12 | 5 km     |
| P       | 45°30′S 39°46′E / -45.50, 39.76 | 4 km     |
| Q       | 46°21′S 39°22′E / -46.35, 39.36 | 5 km     |
| R       | 48°17′S 38°42′E / -48.28, 38.70 | 23 km    |
| S       | 50°25′S 41°50′E / -50.42, 41.83 | 7 km     |
| T       | 48°53′S 42°19′E / -48.88, 42.31 | 29 km    |
| X       | 42°56′S 33°16′E / -42.93, 33.27 | 24 km    |